# Locle
Locle var ett distrikt i kantonen Neuchâtel i västra Schweiz och gränsande till Frankrike. Det upphörde, liksom övriga distrikt i kantonen, den 31 december 2017.

## Geografi

### Indelning
Locle var indelat i 7 kommuner:
- Les Brenets
- La Brévine
- Brot-Plamboz
- La Chaux-du-Milieu
- Le Cerneux-Péquignot
- Le Locle
- Les Ponts-de-Martel